# Pritchardia thurstonii
Pritchardia thurstonii là loài thực vật có hoa thuộc họ Arecaceae. Loài này được F.Muell. & Drude miêu tả khoa học đầu tiên năm 1887.

## Hình ảnh

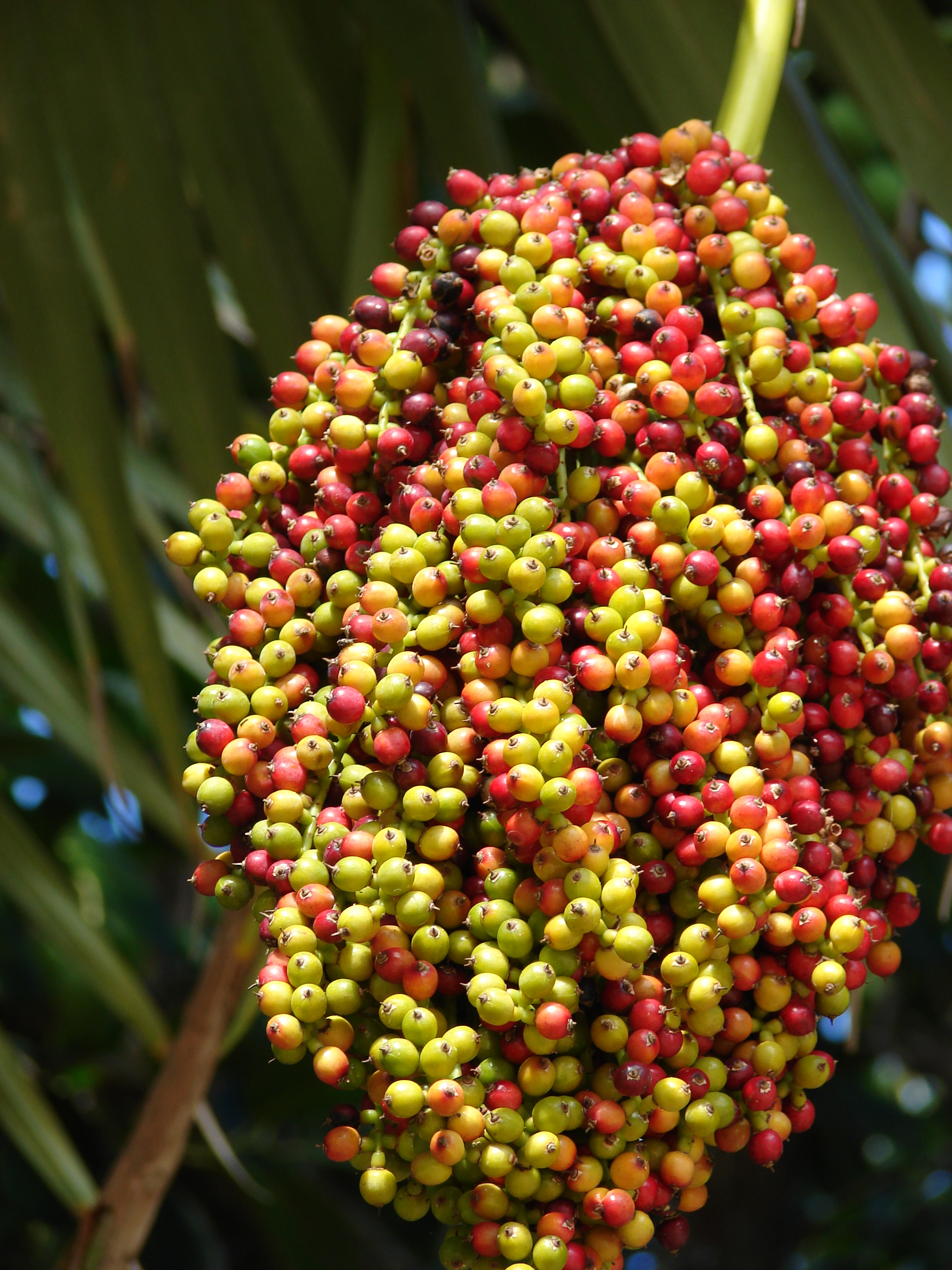
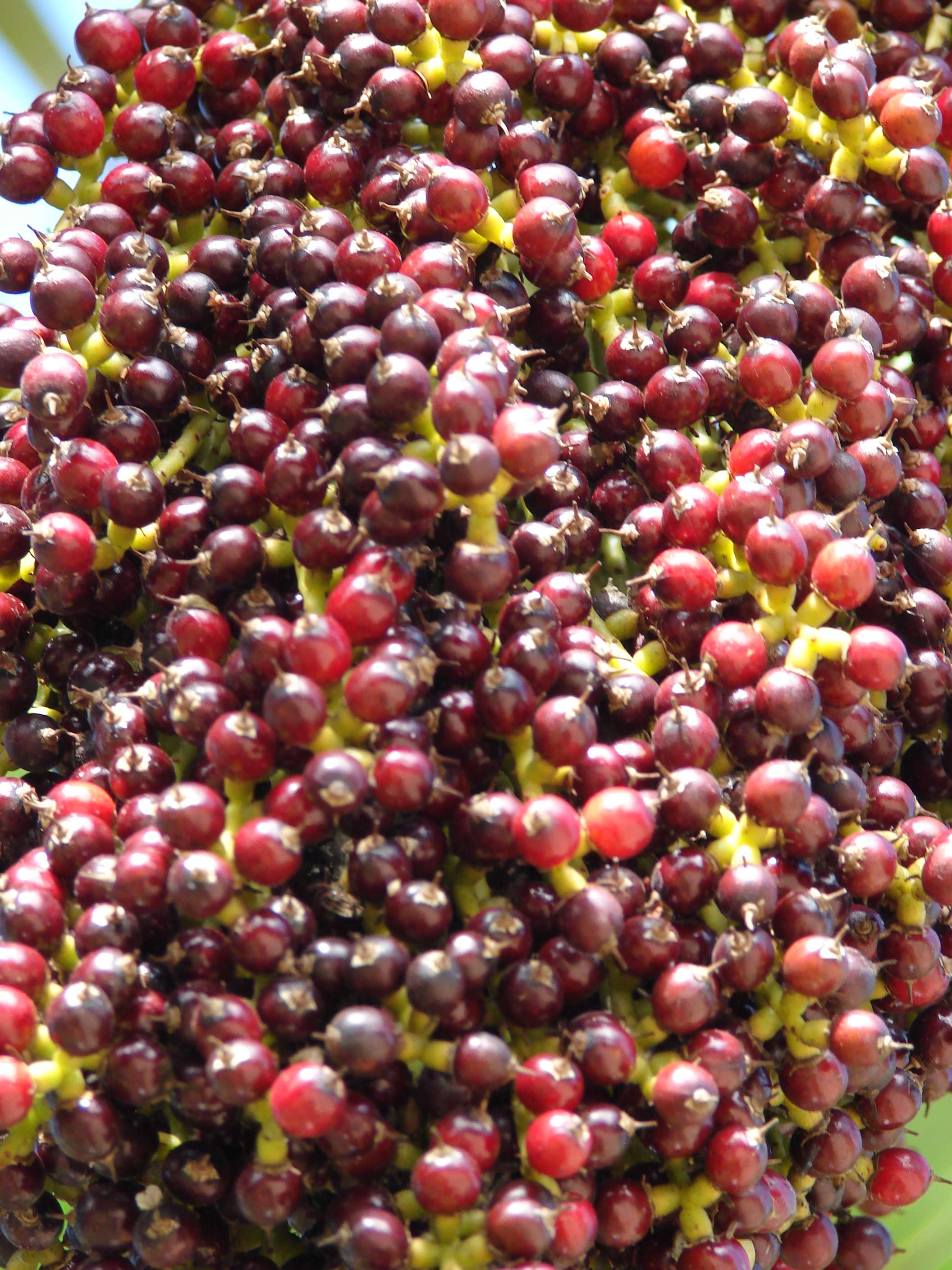
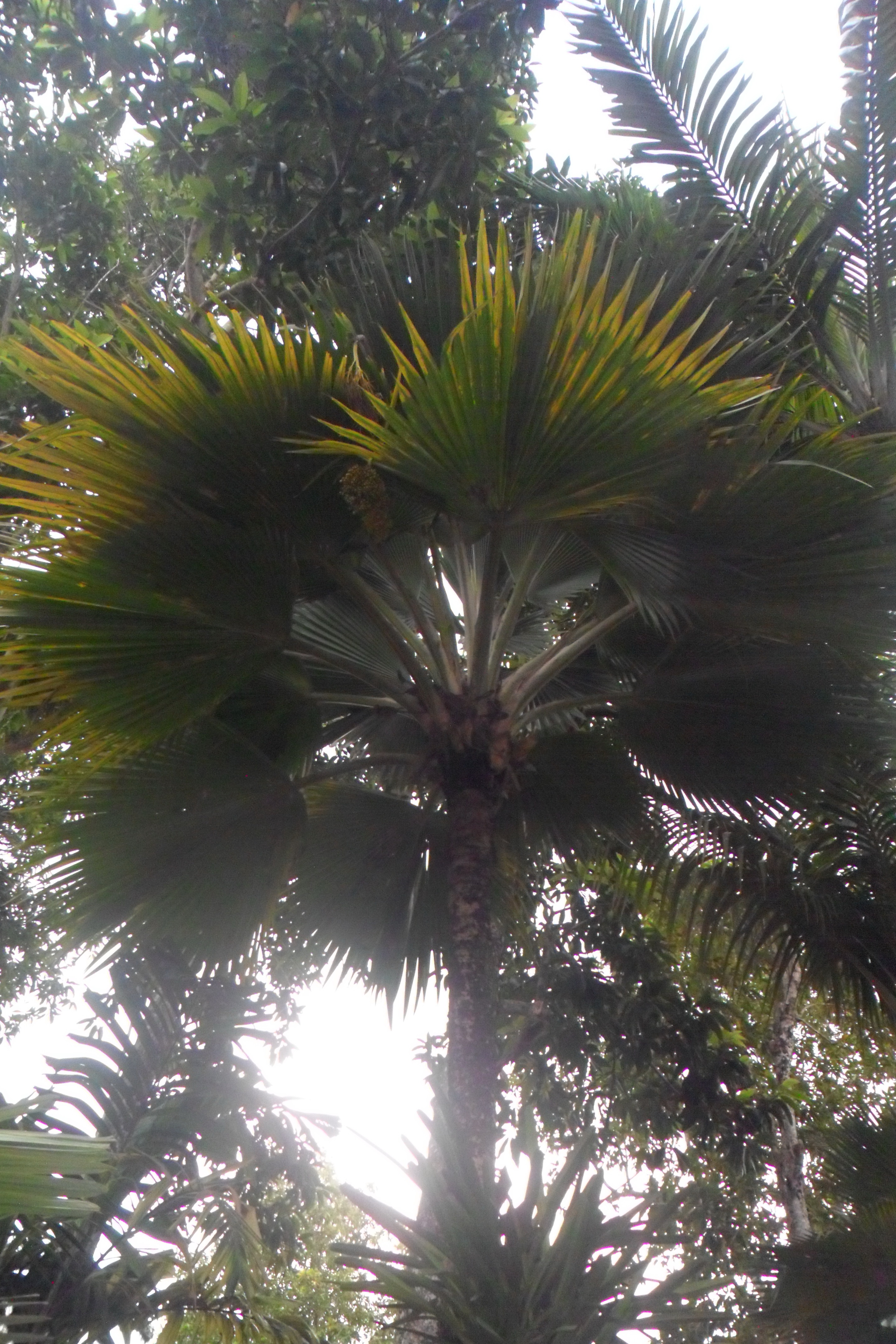
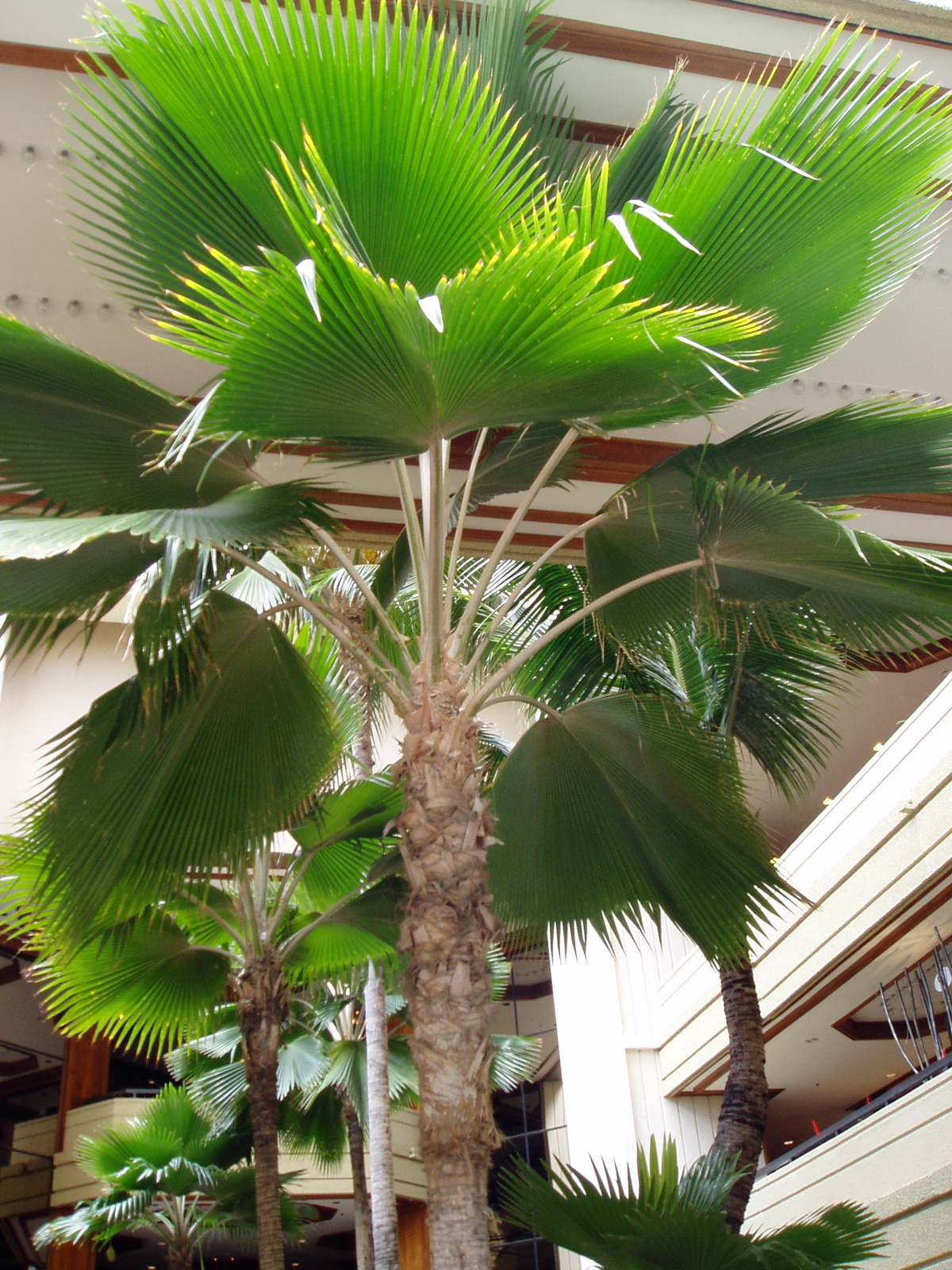